# تپه ینگی امام
تپه ینگی امام مربوط به دوران‌های تاریخی پس از اسلام است و در شهرستان ساوجبلاغ، روستای نیگی امام واقع شده و این اثر در تاریخ ۲۵ اسفند ۱۳۷۹ با شمارهٔ ثبت ۳۵۰۴ به‌عنوان یکی از آثار ملی ایران به ثبت رسیده است.